# Manifestazioni del lunedì

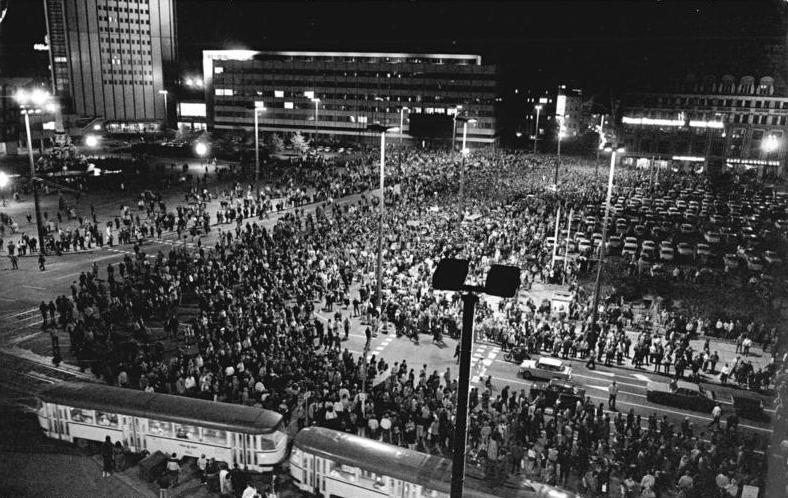
Manifestazione a Lipsia, 16 ottobre 1989.

Le manifestazioni del lunedì (in tedesco: Montagsdemonstrationen) furono una serie di proteste politiche pacifiche contro il governo della Repubblica Democratica Tedesca (RDT) che si svolsero nelle città di tutto il paese in vari giorni della settimana. Lo slogan Wir sind das Volk! (Siamo il popolo!) ha raccolto, settimana dopo settimana, centinaia di migliaia di abitanti per protestare contro la politica del governo e contro il sistema, prima in Karl-Marx-Platz, a Lipsia, poi in molte città della RDT. Queste proteste non violente hanno provocato la caduta del muro di Berlino e la riunificazione tedesca.

## Storia

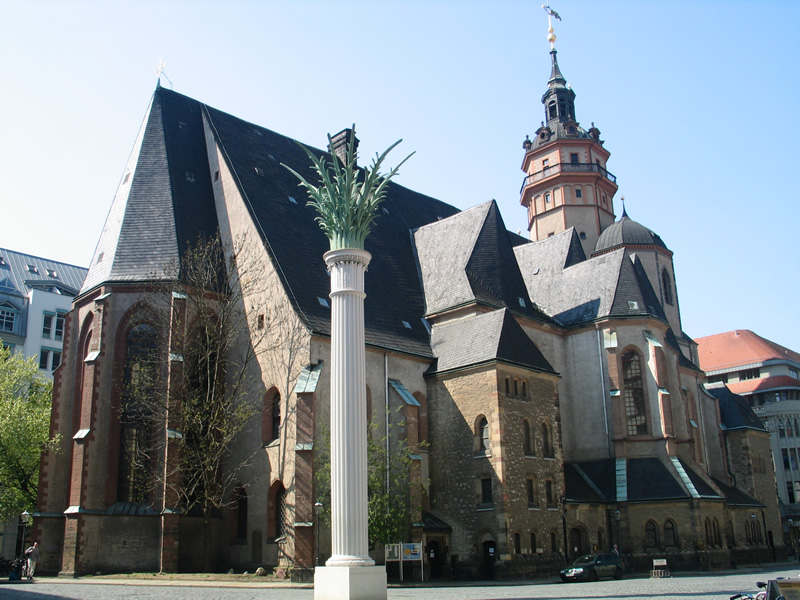
Chiesa di San Nicola a Lipsia

A metà degli anni '80 nella chiesa di San Nicola a Lipsia furono organizzate preghiere per la pace dai pastori Christian Führer e Christoph Wonneberger.
L'obiettivo era proporre una riorganizzazione pacifica e democratica del paese, in particolare del potere politico del Partito Socialista Unificato di Germania (Sozialistische Einheitspartei Deutschlands - SED),  al potere dal 1949. La prima delle maggiori manifestazioni ebbe luogo il 4 settembre 1989. La polizia della RDT represse violentemente le manifestazioni prima delle festività del 40º anniversario della fondazione dello Stato tedesco orientale, il 7 e 8 ottobre 1989.
In origine, era un gruppo spontaneo di studenti alla fiera di Lipsia che ogni anno dava il benvenuto alle aziende occidentali a settembre. Alcuni banner destinati agli occidentali e in particolare ai giornalisti hanno indicato ad esempio questa esigenza: poter viaggiare liberamente. La Stasi (polizia politica) represse brutalmente i manifestanti e il giorno dopo, sulla stampa locale, furono chiamati "criminali". Un pastore della Chiesa luterana, membro della Federazione delle Chiese evangeliche della RDT, ha proposto per il lunedì successivo una preghiera per la pace. Infastiditi per essere stati chiamati criminali, gli studenti arrivarono in gran numero. Dopo la preghiera, i fedeli hanno marciato per la città, gridando: non siamo teppisti! Quindi, di fronte al fervore della preghiera collettiva, il pastore si offrì di tornare ogni lunedì sera. Ogni lunedì, il numero di manifestanti fedeli e futuri è aumentato. L'esempio polacco, in cui la Chiesa cattolica era in prima linea nella lotta per la libertà, divenne d'esempio.

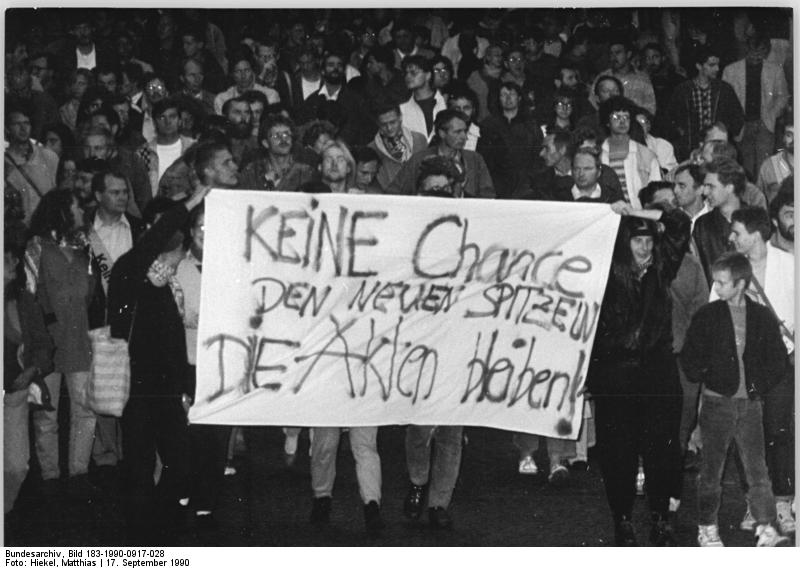
Manifestanti con striscioni a Dresda, settembre 1990.

Nel frattempo, centinaia di cittadini della RDT sono fuggiti nell'ambasciata tedesca a Praga e sono riusciti a raggiungere l'Ovest con treni speciali che avrebbero dovuto attraversare la RDT. Questi trasferimenti hanno causato grandi movimenti di folla in tutte le stazioni di attraversamento del treno, aumentando la mobilitazione.
Il 9 ottobre 1989, 70.000 persone manifestarono, gridando: Wir sind das Volk! (Siamo il popolo!), e passarono davanti al quartier generale della Stasi senza provocazioni: le candele vennero accese sui gradini dell'edificio. Il segretario locale del Partito comunista, che aveva ricevuto pieni poteri dall'ufficio politico, richiese tuttavia istruzioni da Berlino Est. In effetti, pochi giorni prima era stato informato che Egon Krenz stava cercando di sostituire Erich Honecker con una rivoluzione di palazzo. Non ricevendo istruzioni e dopo l'intervento di Kurt Masur, famoso direttore del Gewandhaus di Lipsia, proibì alle forze paramilitari presenti di usare le loro armi. Inizia il processo di collasso del regime.
Il 16 ottobre 120.000 persone hanno manifestato richieste di elezioni libere e il 23 ottobre il numero ha raggiunto oltre 200.000 partecipanti e tutte le città sono state colpite. Leader importanti, come Wolfgang Berghofer, sindaco di Dresda o Markus Wolf, ex capo dei servizi segreti, si schierano apertamente con i manifestanti. Questa pressione ha portato alla caduta del muro di Berlino il 9 novembre 1989, segnando l'imminente caduta del regime socialista nella RDT.

## Ciclo delle Manifestazioni del lunedì
- Primo ciclo (25 settembre 1989 - 18 dicembre 1989) Totale di 13 proteste.
- Secondo ciclo (8 gennaio 1990 - 12 marzo 1990) Totale di 10 proteste.
- Terzo ciclo (10 settembre 1990 - 22 ottobre 1990) Totale di 7 proteste.
- Quarto ciclo (21 gennaio 1991 - 18 febbraio 1991) Totale di 5 proteste.
- Quinto ciclo (4 marzo 1991 - 22 aprile 1991) Totale di 7 proteste.[3]